# Battaglia di Salamina in Cipro (450 a.C.)
La battaglia di Salamina in Cipro del 450 a.C. vide gli Ateniesi sconfiggere la flotta persiana, dopo che la flotta aveva rinunciato all'assedio per causa di un'epidemia.

## Antefatti
La flotta ateniese si trovava nei pressi dell'isola, inviatavi da Pericle, sotto la guida di Cimone, con l'intenzione di riprendere l'offensiva bellica contro il tradizionale nemico, liberando l'isola dalla dominazione persiana.
L'invio della flotta era stato concepito da Pericle anche in vista di un secondo obiettivo politico: allontanare Cimone da Atene, la cui presenza era divenuta particolarmente ingombrante dopo i successi diplomatici da questi conseguiti nel 451 a.C., con la stipula di un armistizio quinquennale con Sparta.

## Svolgimento
Posto l'assedio alla città di Cizio, un'epidemia colpì il corpo di spedizione, causando la morte dello stesso Cimone e la conseguente rinuncia all'offensiva.
Imbarcato il contingente di assedio le triremi ateniesi si volsero al ritorno ma, nelle acque di Salamina ciprica, furono sorprese dalla flotta fenicia giunta sul posto a tagliargli la rotta.
Nello scontro che ne seguì gli ateniesi annientarono la flotta avversaria e portarono a termine la ritirata. Proprio per questo motivo, nonostante la vittoria sul mare, la spedizione navale non raggiunse lo scopo che si era prefissa.